# Killjoy - Il clown
Killjoy - Il clown (Killjoy) è un film del 2000 diretto da Craig Ross Jr.. Nel 2002 è uscito il sequel intitolato Killjoy 2: Deliverance from Evil; ulteriori film della serie sono Killjoy 3 (2010), Killjoy va all'inferno (Killjoy Goes to Hell , 2012) e Killjoy's Psycho Circus (2016).

## Trama
Michael è un ragazzo innamorato perdutamente di Jada, una ragazza fidanzata con un gangster, Lorenzo. Quando il ragazzo cerca di avvicinarsi alla ragazza, Lorenzo insieme ai suoi amici, T-Bone e Baby Boy, lo picchiano e le ammoniscono di non farsi più vedere. Quello che i gangster non sanno è che Michael pratica la magia nera e cerca di riportare in vita una bambola assassina chiamata Killjoy. L'incantesimo sembra apparentemente non funzionare, ma dopo che Michael viene ucciso da Lorenzo e i suoi tirapiedi, Killjoy si risveglia, pronto a uccidere tutti coloro che erano coinvolti nella vita del ragazzo.